# Ян, Чарли
Чарли Ян Цайни (иер. 楊采妮, кант.-рус. Ён Чхойнэй, кит.-рус. Ян Цайни; англ. Charlie Yeung Choi-Nei; родилась 23 мая 1974) — тайваньско-гонконгская актриса и певица.

## Биография
Ян, единственный ребёнок в семье, родилась на Тайване. Её певческая карьера началась в 1993 году с выходом песни Won’t Cry In Front Of You, исполняемой на кантонском диалекте, принесшей Ян гонконгскую премию TVB в номинации «лучший дебют».
В 1994 году Ян сыграла одного из персонажей в фильме с боевыми искусствами «Прах времён» Вонг Карвая. В том же году актриса получила главную роль в картине Цуй Харка The Lovers. В 2013 году в прокат вышла лента Christmas Rose, ставшая дебютом Ян в качестве режиссёра и сценаристки.
Ян, пик популярности которой пришёлся на 1990-е и 2000-е годы, была послом Гонконгского комитета содействия ЮНИСЕФ. В 2013 году вышла замуж за сингапурского адвоката Ку Шао Це (邱韶智, Khoo Shao Tze). В 2017 году родила сыновей-близнецов. Проживает в Сингапуре.

## Избранная фильмография
| Фильмы | Фильмы                    | Фильмы                                                 | Фильмы                             |
| Год    | На русском языке          | На языке оригинала                                     | Роль                               |
| ------ | ------------------------- | ------------------------------------------------------ | ---------------------------------- |
| 2008   | Опасный Бангкок           | Bangkok Dangerous                                      | Фон                                |
| 2008   | Прах времён               | 东邪西毒：终极版 dung1 che4 sai1 duk6: jung1gik6 baan2 | девушка                            |
| 2006   | Отец и сын                | 父子 fùzǐ                                              | Ли Ялянь (Аклинь)                  |
| 2005   | Все о любви               | 再说一次我爱你 joi3syut3 yat1chi3 ngo5 ngoi3 nei5      | Се Ваньсэнь (Цзэ Юньсам)           |
| 2005   | Семь мечей                | 七剑 chat1 gim3                                        | У Юаньин (Моу Юньйинг)             |
| 2004   | Новая полицейская история | 新警察故事 xīn jǐngchá gùshì                           | Сунь Кэи (Сюнь Хойи)               |
| 1997   | Городские торпеды         | 神偷谍影 san1 tau1 dip6 yeng2                          | Сэм                                |
| 1997   | Спецгруппа                | 热血最强 yit6hyut3 jeui3 keung4                        | Фанни Чэнь Пэйлин (Чхань Пхуйлинг) |
| 1997   | Китайская повесть о духах | 小倩 xiǎo qiàn                                         | Бабочка, озвучка                   |
| 1996   | Король приключений        | 冒險王 màoxiǎn wáng                                    | Ивонн / Янь Янь                    |
| 1995   | Падшие ангелы             | 墮落天使 duòluò tiānshǐ                                | Чарли Ян / Вишенка                 |
| 1995   | Степень риска             | 鼠膽龍威 shǔdǎn lóng wēi                               | Джойс                              |
| 1994   | Любители бабочек          | 金枝玉葉 Liang zhu                                     | Чук Ин той                         |
| 1994   | Прах времён               | 东邪西毒 Dung che sai duk                              | молодая девушка                    |

## Дискография
- 1993 — Чувство любви (Feeling of Love)
- 1994 — Первая любовь (First Love)
- 1994 — Не забудь меня (Forget Me Not)
- 1995 — Улыбка со слезами (Smiling with Tears)
- 1995 — Мифология (Mythology)
- 1996 — Делать всё, что ты хочешь (Do Whatever you Want)